# Thomas Digby
Thomas William Kenelm Digby (Henley-on-Thames, 23 de julho de 1998) é um remador britânico, campeão olímpico.

## Carreira
Criado em Henley-on-Thames, Digby foi apresentado ao remo no Upper Thames Rowing Club. Ele frequentou a Abingdon School, onde ganhou cores no remo e foi o capitão dos oitos do Abingdon School Boat Club. Enquanto ainda estava na escola, ele estabeleceu recordes nacionais de idade no ergômetro, venceu competições nacionais de remo indoor e, finalmente, foi selecionado para o time representativo júnior da GB em todos os três anos de sua escola sênior. Depois de deixar Abingdon em 2016, ele frequentou a Universidade Yale, onde remou no Yale Senior 1st Eight por três temporadas consecutivas de corridas intercolegiais.
Digby alcançou a seleção nacional pela Grã-Bretanha pela primeira vez quando ainda era um estudante, quando selecionado em um quatro timoneiro júnior para correr no Campeonato Mundial Júnior de Remo de 2014. Remando naquela tripulação com seu companheiro de tripulação de Yale e futuro campeão mundial Charles Elwes , Digby ganhou uma medalha de prata. Elwes e Digby permaneceram naquela tripulação para o Campeonato Mundial Júnior de 2015 e ganharam outra prata. No Campeonato Mundial Júnior de 2016, Digby remou no quad scull britânico, que terminou em 11º lugar geral.
Nos Jogos Olímpicos de Verão de 2024, em Paris, conquistou a medalha de ouro na competição do oito com masculino ao lado de Morgan Bolding, Sholto Carnegie, Rory Gibbs, Thomas Ford, Jacob Dawson, Charles Elwes, James Rudkin e Harry Brightmore, com o tempo de 5:22.88.